# 弦楽四重奏曲第11番 (ドヴォルザーク)
《弦楽四重奏曲 第11番 ハ長調（チェコ語: Smyčcový kvintet C dur ）》作品61（B. 121）は、ボヘミアの作曲家アントニーン・ドヴォルジャークが、1881年の10月末から11月初旬にかけて、ヘルメスベルガー四重奏団の依嘱に応じて完成させた弦楽四重奏曲である。
1881年10月に、新作のオペラ《ディミトリー》の草稿を終えた頃、ウィーンの新聞によって、ヘルメスベルガー四重奏団が同年12月にドヴォルジャークの新作の上演を企画中であるとの報道に接した。かくしてドヴォルジャークはオペラの創作を中断せざるを得なくなり、弦楽四重奏曲の作曲に取り掛かった。当初はヘ長調の作品が作曲されたが、どうも作曲者自身が不満に感じたらしく、その後10月25日に、まったく新たにハ長調の作品を書き始めた。初演は1881年12月15日にリング劇場で行われる運びとなったが、リング劇場の建物が壊滅的な火災に見舞われたことから、予定は延期された。現在では、初演がいつ行われたのかは分からなくなっている。ボヘミア初演は1884年1月5日に、フェルディナント・ラハナーやアロイス・ネルーダらの演奏で行われた。

## 楽曲構成
次の4つの楽章から成り、全曲を通して演奏するのに約38分を要する。溌溂としたスケルツォ（第3楽章）の2つの主題は、2年前に完成された《チェロとピアノのためのポロネーズ》（B. 94）に基づいている。全般的に、民族性やロマンティックな情緒を表出することよりも、古典的な構築性が追究されている。
1. アレグロ
2. ポコ・アダージョ・エ・モルト・カンタービレ
3. アレグロ・ヴィーヴォ
4. 「終楽章」。ヴィヴァーチェ

## 註釈
1. 1 2  Score, p. V